# Cevdet Yılmaz
Cevdet Yılmaz (Bingöl, 1º aprile 1967) è un politico turco di origine Zaza, vicepresidente della Turchia dal 4 giugno 2023.
In precedenza, è stato vice primo ministro della Turchia nel governo ad interim formato da Ahmet Davutoğlu dal 28 agosto al 17 novembre 2015, nonché ministro dello Sviluppo dal 2011 al 2015, e di nuovo dal 2015 al 2016.

## Biografia
Yilmaz è nato a Şabanköy, un villaggio nel distretto di Bingöl, da una famiglia di etnia curda zaza. Dopo aver terminato le scuole superiori a Bingöl nel 1983, si è laureato alla Facoltà di Economia e Scienze Amministrative dell'Università Tecnica del Medio Oriente nel 1988.
Nel 1989 ha quindi iniziato a lavorare presso l'Organizzazione statale di pianificazione (in turco: Devlet Planlama Teşkilatı).
Tra il 1992 e il 1994 si è trasferito negli Stati Uniti e si è laureato presso il Dipartimento di Relazioni Internazionali dell'Università di Denver. In seguito ha conseguito un dottorato presso il Dipartimento di Scienze Politiche e Pubblica Amministrazione dell'Università di Bilkent.
Nel 2003, Yılmaz è stato nominato responsabile della Direzione generale delle relazioni con l'Unione Europea. Alle elezioni parlamentari turche del 2007, è stato eletto deputato per la regione di Bingöl con il Partito della Giustizia e dello Sviluppo, mentre il 1º maggio 2009 è stato nominato ministro di Stato nel secondo gabinetto di Recep Tayyip Erdoğan. Il 6 luglio 2011 è diventato ministro dello Sviluppo nel terzo governo Erdoğan.
Dal 3 giugno 2023 ricopre la carica di vicepresidente della Turchia.